# Lucien Cossou
Lucien Cossou (* 29. ledna 1936 Marseille) je bývalý francouzský fotbalista, útočník. 

## Fotbalová kariéra
Ve francouzské Ligue 1 hrál za AS Aixoise, Olympique Lyon a AS Monaco, nastoupil ve 285 ligových utkáních, dal 149 gólů a s AS Monaco získal dva mistrovské tituly a dvě vítězství v Coupe de France. V nižších soutěžích hrál i za SC Toulon, ÉSCN La Ciotat a AS Gardanne. V Poháru mistrů evropských zemí nastoupil ve 3 utkáních a dal 4 góly a ve Veletržním poháru nastoupil ve 2 utkáních a dal 1 gól. Za reprezentaci Francie nastoupil v letech 1960-1964 v 6 utkáních a dal 4 góly. 

## Ligová bilance
| Ročník            | Zápasy | Góly | Klub           |
| ----------------- | ------ | ---- | -------------- |
| Ligue 2 1953/1954 | 2      | 1    | AS Aixoise     |
| Ligue 2 1954/1955 | 26     | 8    | AS Aixoise     |
| Ligue 2 1955/1956 | 34     | 17   | AS Aixoise     |
| Ligue 1 1956/1957 | 27     | 9    | Olympique Lyon |
| Ligue 1 1957/1958 | 29     | 10   | Olympique Lyon |
| Ligue 1 1958/1959 | 35     | 16   | Olympique Lyon |
| Ligue 1 1959/1960 | 23     | 11   | AS Monaco      |
| Ligue 1 1960/1961 | 24     | 18   | AS Monaco      |
| Ligue 1 1961/1962 | 21     | 9    | AS Monaco      |
| Ligue 1 1962/1963 | 33     | 28   | AS Monaco      |
| Ligue 1 1963/1964 | 31     | 21   | AS Monaco      |
| Ligue 1 1964/1965 | 29     | 10   | AS Monaco      |
| Ligue 2 1965/1966 | 24     | 10   | SC Toulon      |
| Ligue 2 1966/1967 | 33     | 10   | AS Aixoise     |
| Ligue 1 1967/1968 | 33     | 17   | AS Aixoise     |
| Ligue 2 1970/1971 | 28     | 6    | ÉSCN La Ciotat |
| Ligue 2 1971/1972 | 16     | 3    | ÉSCN La Ciotat |
| CELKEM Ligue 1    | 285    | 149  |                |